# Списак споменика културе у Средњобанатском округу
Следи списак споменика културе у Средњобанатском округу.
| ИД      | Слика                                                                     | Назив                                                                     | Адреса                  | Координате                                     | Место               | Градска општина | Општина    | Надлежни завод |
| ------- | ------------------------------------------------------------------------- | ------------------------------------------------------------------------- | ----------------------- | ---------------------------------------------- | ------------------- | --------------- | ---------- | -------------- |
| СК 1030 | Арача                                                                     | Арача                                                                     |                         | 45.644011°N 20.272692°E / 45.644011, 20.272692 | Нови Бечеј          |                 | Нови Бечеј | ЗРЕЊАНИН       |
| СК 1100 | Српска православна црква Светог Михаила у Међи                            | Српска православна црква Светог Михаила у Међи                            |                         | 45.535168°N 20.806934°E / 45.535168, 20.806934 | Међа (Житиште)      |                 | Житиште    | ЗРЕЊАНИН       |
| СК 1101 | Стара српска православна црква „Намастир"                                 | Стара српска православна црква „Намастир"                                 |                         | 45.311119°N 20.650676°E / 45.311119, 20.650676 | Ботош               |                 | Зрењанин   | ЗРЕЊАНИН       |
| СК 1102 | Српска православна црква у Ечки                                           | Српска православна црква у Ечки                                           |                         | 45.316562°N 20.436563°E / 45.316562, 20.436563 | Ечка                |                 | Зрењанин   | ЗРЕЊАНИН       |
| СК 1103 | Иконостас и тронови румунске православне цркве у Ечки                     | Иконостас и тронови румунске православне цркве у Ечки                     |                         | 45.316954°N 20.437979°E / 45.316954, 20.437979 | Ечка                |                 | Зрењанин   | ЗРЕЊАНИН       |
| СК 1104 | Ветрењача у Меленцима                                                     | Ветрењача у Меленцима                                                     |                         | 45.532537°N 20.320661°E / 45.532537, 20.320661 | Меленци             |                 | Зрењанин   | ЗРЕЊАНИН       |
| СК 1107 | Српска православна црква у Куману                                         | Српска православна црква у Куману                                         |                         | 45.53749°N 20.228607°E / 45.53749, 20.228607   | Кумане (Нови Бечеј) |                 | Нови Бечеј | ЗРЕЊАНИН       |
| СК 1115 | Дворац у Конаку                                                           | Дворац у Конаку                                                           |                         | 45.309968°N 20.912485°E / 45.309968, 20.912485 | Конак (Сечањ)       |                 | Сечањ      | ЗРЕЊАНИН       |
| СК 1123 | Родна кућа Ђуре Јакшића                                                   | Родна кућа Ђуре Јакшића                                                   | Краља Александра        | 45.724345°N 20.694056°E / 45.724345, 20.694056 | Српска Црња         |                 | Нова Црња  | ЗРЕЊАНИН       |
| СК 1130 | Српска православна црква Арханђела Гаврила у Бочару                       | Српска православна црква Арханђела Гаврила у Бочару                       |                         | 45.770621°N 20.282852°E / 45.770621, 20.282852 | Бочар               |                 | Нови Бечеј | ЗРЕЊАНИН       |
| СК 1133 | Српска православна црква Св. Николе у Јаши Томићу                         | Српска православна црква Св. Николе у Јаши Томићу                         |                         | 45.447419°N 20.859656°E / 45.447419, 20.859656 | Јаша Томић          |                 | Сечањ      | ЗРЕЊАНИН       |
| СК 1146 | Сандићева кућа у Зрењанину                                                | Сандићева кућа у Зрењанину                                                | Карађорђев трг 21       | 45.384881°N 20.394786°E / 45.384881, 20.394786 | Зрењанин            |                 | Зрењанин   | ЗРЕЊАНИН       |
| СК 1178 | Црква Успења Богородице у Зрењанину                                       | Црква Успења Богородице у Зрењанину                                       | Светосавска 6           | 45.380453°N 20.395412°E / 45.380453, 20.395412 | Зрењанин            |                 | Зрењанин   | ЗРЕЊАНИН       |
| СК 1179 | Црква Светог Ваведења у Граднулици                                        | Црква Светог Ваведења у Граднулици                                        | Цара Душана 82          | 45.391244°N 20.392293°E / 45.391244, 20.392293 | Зрењанин            |                 | Зрењанин   | ЗРЕЊАНИН       |
| СК 1180 | Капела „Манастир“ у Новом Бечеју                                          | Капела „Манастир“ у Новом Бечеју                                          |                         | 45.591239°N 20.134278°E / 45.591239, 20.134278 | Нови Бечеј          |                 | Нови Бечеј | ЗРЕЊАНИН       |
| СК 1181 | Црква Светог Николе у Новом Бечеју                                        | Црква Светог Николе у Новом Бечеју                                        |                         | 45.591249°N 20.1345°E / 45.591249, 20.1345     | Нови Бечеј          |                 | Нови Бечеј | ЗРЕЊАНИН       |
| СК 1182 | Црква Светог Јована Претече у Новом Бечеју                                | Црква Светог Јована Претече у Новом Бечеју                                |                         | 45.604791°N 20.12339°E / 45.604791, 20.12339   | Нови Бечеј          |                 | Нови Бечеј | ЗРЕЊАНИН       |
| СК 1183 | Стамбена зграда у Новом Бечеју                                            | Стамбена зграда у Новом Бечеју                                            | Јосифа Маринковића 69   | 45.60395°N 20.131048°E / 45.60395, 20.131048   | Нови Бечеј          |                 | Нови Бечеј | ЗРЕЊАНИН       |
| СК 1184 | Стара општинска зграда у Врањеву                                          | Стара општинска зграда у Врањеву                                          | Рајка Ракочевића 15     | 45.60374°N 20.123229°E / 45.60374, 20.123229   | Нови Бечеј          |                 | Нови Бечеј | ЗРЕЊАНИН       |
| СК 1185 | Српска православна црква у Новом Милошеву                                 | Српска православна црква у Новом Милошеву                                 |                         | 45.725424°N 20.305104°E / 45.725424, 20.305104 | Ново Милошево       |                 | Нови Бечеј | ЗРЕЊАНИН       |
| СК 1194 | Српска православна црква у Јарковцу                                       | Српска православна црква у Јарковцу                                       |                         | 45.270915°N 20.763277°E / 45.270915, 20.763277 | Јарковац            |                 | Сечањ      | ЗРЕЊАНИН       |
| СК 1195 | Српска православна црква Вазнесења у Шурјану                              | Српска православна црква Вазнесења у Шурјану                              |                         | 45.39894°N 20.872901°E / 45.39894, 20.872901   | Шурјан              |                 | Сечањ      | ЗРЕЊАНИН       |
| СК 1198 | Српска православна црква Светог Николе у Меленцима                        | Српска православна црква Светог Николе у Меленцима                        | Српских владара         | 45.515113°N 20.315919°E / 45.515113, 20.315919 | Меленци             |                 | Зрењанин   | ЗРЕЊАНИН       |
| СК 1199 | Српска православна црква Ваведења Богородичиног у Орловату                | Српска православна црква Ваведења Богородичиног у Орловату                |                         | 45.23998°N 20.584107°E / 45.23998, 20.584107   | Орловат             |                 | Зрењанин   | ЗРЕЊАНИН       |
| СК 1200 | Српска православна црква у Стајићеву                                      | Српска православна црква у Стајићеву                                      |                         | 45.293924°N 20.457303°E / 45.293924, 20.457303 | Стајићево           |                 | Зрењанин   | ЗРЕЊАНИН       |
| СК 1201 | Родна кућа народног хероја Светозара Марковића у Тарашу                   | Родна кућа народног хероја Светозара Марковића у Тарашу                   | Маршала Тита 46         | 45.467023°N 20.194908°E / 45.467023, 20.194908 | Тараш               |                 | Зрењанин   | ЗРЕЊАНИН       |
| СК 1202 | Српска православна црква Светог Николе у Томашевцу                        | Српска православна црква Светог Николе у Томашевцу                        |                         | 45.267414°N 20.620802°E / 45.267414, 20.620802 | Томашевац           |                 | Зрењанин   | ЗРЕЊАНИН       |
| СК 1203 | Српска православна црква Светог Георгија у Ченти                          | Српска православна црква Светог Георгија у Ченти                          |                         | 45.1065°N 20.385448°E / 45.1065, 20.385448     | Чента               |                 | Зрењанин   | ЗРЕЊАНИН       |
| СК 1204 | Српска православна црква у Српској Црњи                                   | Српска православна црква у Српској Црњи                                   |                         | 45.723409°N 20.693734°E / 45.723409, 20.693734 | Српска Црња         |                 | Нова Црња  | ЗРЕЊАНИН       |
| СК 1208 | Српска православна црква Светог Саве и Светог Симеона у Српском Итебеју   | Српска православна црква Светог Саве и Светог Симеона у Српском Итебеју   |                         | 45.567609°N 20.716564°E / 45.567609, 20.716564 | Српски Итебеј       |                 | Житиште    | ЗРЕЊАНИН       |
| СК 1457 | Дворац Карачоњи у Новом Милошеву                                          | Дворац Карачоњи у Новом Милошеву                                          |                         | 45.708337°N 20.295738°E / 45.708337, 20.295738 | Ново Милошево       |                 | Нови Бечеј | ЗРЕЊАНИН       |
| СК 1891 | Дворац Гедеона Рохонција на Бисерном острву                               | Дворац Гедеона Рохонција на Бисерном острву                               | Бисерно острво          | 45.553727°N 20.068361°E / 45.553727, 20.068361 | Нови Бечеј          |                 | Нови Бечеј | ЗРЕЊАНИН       |
| СК 1976 | Родна кућа народног хероја Стевице Јовановића                             | Родна кућа народног хероја Стевице Јовановића                             | Ђорђа Стратимировића 16 | 45.379847°N 20.383199°E / 45.379847, 20.383199 | Зрењанин            |                 | Зрењанин   | ЗРЕЊАНИН       |
| СК 1977 | Иконостас у Српској православној цркви у Беодри - Ново Милошево           | Иконостас у Српској православној цркви у Беодри - Ново Милошево           |                         | 45.712859°N 20.300905°E / 45.712859, 20.300905 | Ново Милошево       |                 | Нови Бечеј | ЗРЕЊАНИН       |
| СК 1978 | Родна кућа народног хероја Пап Павла                                      | Родна кућа народног хероја Пап Павла                                      | Михајла Пупина 12       | 45.211311°N 20.376444°E / 45.211311, 20.376444 | Перлез              |                 | Зрењанин   | ЗРЕЊАНИН       |
| СК 1979 | Капела на гробљу у Меленцима                                              | Капела на гробљу у Меленцима                                              |                         | 45.514888°N 20.302688°E / 45.514888, 20.302688 | Меленци             |                 | Зрењанин   | ЗРЕЊАНИН       |
| СК 1980 | Католичка црква Светог Јована Крститеља у Ечки                            | Католичка црква Светог Јована Крститеља у Ечки                            |                         | 45.320764°N 20.434043°E / 45.320764, 20.434043 | Ечка                |                 | Зрењанин   | ЗРЕЊАНИН       |
| СК 1981 | Српска православна црква Преображења Господњег у Елемиру                  | Српска православна црква Преображења Господњег у Елемиру                  |                         | 45.442534°N 20.298654°E / 45.442534, 20.298654 | Елемир              |                 | Зрењанин   | ЗРЕЊАНИН       |
| СК 1982 | Капела породице Пулаи на католичком гробљу у Новом Бечеју                 | Капела породице Пулаи на католичком гробљу у Новом Бечеју                 |                         | 45.602341°N 20.145624°E / 45.602341, 20.145624 | Нови Бечеј          |                 | Нови Бечеј | ЗРЕЊАНИН       |
| СК 1983 | Српска православна црква Светог Георгија у Тарашу                         | Српска православна црква Светог Георгија у Тарашу                         |                         | 45.467181°N 20.195573°E / 45.467181, 20.195573 | Тараш               |                 | Зрењанин   | ЗРЕЊАНИН       |
| СК 1984 | Дворац „Каштел“ у Ечки                                                    | Дворац „Каштел“ у Ечки                                                    |                         | 45.321843°N 20.434193°E / 45.321843, 20.434193 | Ечка                |                 | Зрењанин   | ЗРЕЊАНИН       |
| СК 1985 | Дворац Соколац                                                            | Дворац Соколац                                                            |                         | 45.563970°N 20.144164°E / 45.563970, 20.144164 | Нови Бечеј          |                 | Нови Бечеј | ЗРЕЊАНИН       |
| СК 1986 | Житни магацин у Новом Бечеју                                              | Житни магацин у Новом Бечеју                                              |                         | 45.598825°N 20.126001°E / 45.598825, 20.126001 | Нови Бечеј          |                 | Нови Бечеј | ЗРЕЊАНИН       |
| СК 1987 | Зграда Народне библиотеке у Новом Бечеју                                  | Зграда Народне библиотеке у Новом Бечеју                                  | Жарка Зрењанина 9       | 45.596721°N 20.130792°E / 45.596721, 20.130792 | Нови Бечеј          |                 | Нови Бечеј | ЗРЕЊАНИН       |
| СК 1988 | Српска православна црква Успења Богородице у Перлезу                      | Српска православна црква Успења Богородице у Перлезу                      |                         | 45.209648°N 20.375195°E / 45.209648, 20.375195 | Перлез              |                 | Зрењанин   | ЗРЕЊАНИН       |
| СК 1989 | Житни магацин и котарка у Новом Милошеву                                  | Житни магацин и котарка у Новом Милошеву                                  | Маршала Тита 105        | 45.707721°N 20.297217°E / 45.707721, 20.297217 | Ново Милошево       |                 | Нови Бечеј | ЗРЕЊАНИН       |
| СК 1990 | Католичка црква Свете Магдалене у Беодри - Ново Милошево                  | Католичка црква Свете Магдалене у Беодри - Ново Милошево                  |                         | 45.703340°N 20.294423°E / 45.703340, 20.294423 | Ново Милошево       |                 | Нови Бечеј | ЗРЕЊАНИН       |
| СК 1991 | Капела на православном гробљу задужбина Миланка Станковића у Новом Бечеју | Капела на православном гробљу задужбина Миланка Станковића у Новом Бечеју |                         | 45.603638°N 20.144604°E / 45.603638, 20.144604 | Нови Бечеј          |                 | Нови Бечеј | ЗРЕЊАНИН       |
| СК 1992 | Српска православна црква у Неузини                                        | Српска православна црква у Неузини                                        |                         | 45.347161°N 20.710718°E / 45.347161, 20.710718 | Неузина             |                 | Сечањ      | ЗРЕЊАНИН       |
| СК 1993 | Српска православна црква у Радојеву                                       | Српска православна црква у Радојеву                                       |                         | 45.744789°N 20.789876°E / 45.744789, 20.789876 | Радојево            |                 | Нова Црња  | ЗРЕЊАНИН       |
| СК 1994 | Српска православна црква Рођења Богородице у Ботошу                       | Српска православна црква Рођења Богородице у Ботошу                       |                         | 45.310521°N 20.640852°E / 45.310521, 20.640852 | Ботош               |                 | Зрењанин   | ЗРЕЊАНИН       |
| СК 1995 | Римокатоличка црква Узнесења Блажене Девице Марије у Јаши Томићу          | Римокатоличка црква Узнесења Блажене Девице Марије у Јаши Томићу          |                         | 45.445305°N 20.859047°E / 45.445305, 20.859047 | Јаша Томић          |                 | Сечањ      | ЗРЕЊАНИН       |
| СК 1996 | Кућа народног хероја Серво Михаља                                         | Кућа народног хероја Серво Михаља                                         | Патријарха Павла 50     | 45.387077°N 20.377070°E / 45.387077, 20.377070 | Зрењанин            |                 | Зрењанин   | ЗРЕЊАНИН       |
| СК 1997 | Родна кућа народног хероја Јована Веселинова Жарка                        | Родна кућа народног хероја Јована Веселинова Жарка                        | Љубице Одаџић 88        | 45.533047°N 20.229448°E / 45.533047, 20.229448 | Кумане              |                 | Нови Бечеј | ЗРЕЊАНИН       |
| СК 1998 | Родна кућа народног хероја Бошка Вребалова                                | Родна кућа народног хероја Бошка Вребалова                                | Вујице Вујанова 6       | 45.511641°N 20.319723°E / 45.511641, 20.319723 | Меленци             |                 | Зрењанин   | ЗРЕЊАНИН       |
| СК 1999 | Кућа у Ботошу – Партизанска база                                          | Кућа у Ботошу – Партизанска база                                          | Гаврилов Максе 89       | 45.315680°N 20.635171°E / 45.315680, 20.635171 | Ботош               |                 | Зрењанин   | ЗРЕЊАНИН       |
| СК 2142 | Пинова вила                                                               | Пинова вила                                                               | Иве Лоле Рибара 13      | 20.388232°N 20.388232°E / 20.388232, 20.388232 | Зрењанин            |                 | Зрењанин   | ЗРЕЊАНИН       |
| СК 2143 | Елекова вила                                                              | Елекова вила                                                              | Петра Драпшина 9        | 45.362514°N 20.408415°E / 45.362514, 20.408415 | Зрењанин            |                 | Зрењанин   | ЗРЕЊАНИН       |
| СК 2207 | Пошаљи фотографију                                                        | Вила сликара Јожефа Варкоњија                                             | Кеј 2. октобра 27       | 45.380814°N 20.382707°E / 45.380814, 20.382707 | Зрењанин            |                 | Зрењанин   | ЗРЕЊАНИН       |
| СК 2199 | Бибићева кућа                                                             | Бибићева кућа                                                             | Боре Микина 63          | 45.516173°N 20.314581°E / 45.516173, 20.314581 | Меленци             |                 | Зрењанин   | ЗРЕЊАНИН       |
| СК 2203 | Дворац Нојхаузен                                                          | Дворац Нојхаузен                                                          | Милете Јакшића бб       | 45.746809°N 20.698695°E / 45.746809, 20.698695 | Српска Црња         |                 | Нова Црња  | ЗРЕЊАНИН       |
| СК 2211 | Дворац Хертеленди – Бајић                                                 | Дворац Хертеленди – Бајић                                                 | Војвођанска 8           | 45.768850°N 20.279282°E / 45.768850, 20.279282 | Бочар               |                 | Нови Бечеј | ЗРЕЊАНИН       |